# Hans Fürstenberg

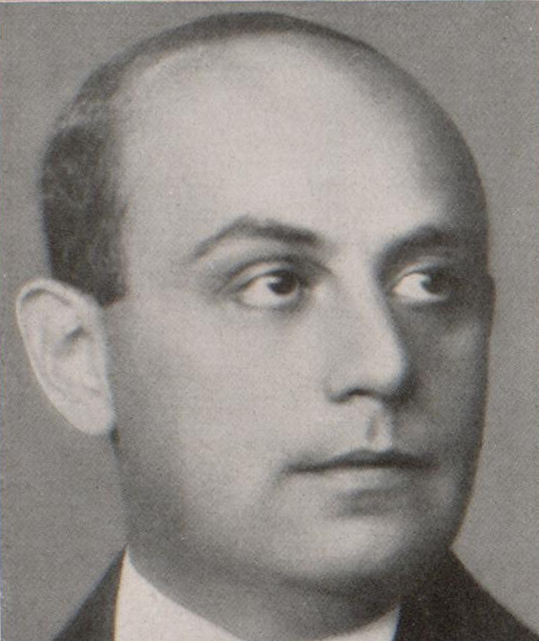
Hans Fürstenberg (um 1928)

Hans Fürstenberg (französisch Jean Fürstenberg; * 20. Januar 1890 in Berlin; † 3. Mai 1982 in Beaumesnil, Frankreich) war ein deutsch-französischer Bankier und Büchersammler. 

## Leben
Hans Fürstenberg war der Sohn des Bankiers Carl Fürstenberg und der Daniela Natanson. Nach dem Abitur 1908 studierte er zunächst in Berlin und München und absolvierte dann ab 1910 in der Berliner Handels-Gesellschaft (BHG), die größtenteils seinem Vater gehörte, eine Banklehre, die ihn 1912 bis 1914 auch nach London und Paris führte. Fürstenberg konnte dank seines großen Privatvermögens schon in jungen Jahren eine bibliophile Büchersammlung aufbauen. Er war auch publizistisch und wissenschaftlich auf diesem Gebiet tätig. 1914–1915 war er als Kriegsfreiwilliger Soldat im Ersten Weltkrieg und mit dem EK I ausgezeichnet. Ab 1915 wurde er bis Kriegsende 1918 in der Bankabteilung des deutschen Generalgouvernements im besetzten Belgien in Brüssel eingesetzt, wo er mit Hjalmar Schacht, Willy Dreyfus und Paul von Mendelssohn-Bartholdy zusammenarbeitete.
Ab 1919 fungierte er nach dem teilweisen Rückzug seines Vaters als einer der Geschäftsinhaber der BHG und baute das Firmenkreditgeschäft aus. Wie sein Vater wurde er Mitglied in der Gesellschaft der Freunde. Auch nach der Machtübergabe an die Nationalsozialisten 1933 war er noch von 1935 bis 1937  Mitglied im Verwaltungsrat der BHG und vertrat diese in 25 Aufsichtsräten.
Als Jude musste er 1936 emigrieren und zahlte dafür die Reichsfluchtsteuer, konnte aber seine Bibliothek mit 16.000 Bänden mitnehmen. 1938 kaufte und bezog er das Renaissanceschloss Beaumesnil in der Normandie. Seine Sammlung von 800 Erstausgaben der Weimarer Klassik stiftete er 1938 der Bibliothèque nationale de France. Nach Kriegsausbruch 1939 organisierten er und der Bibliotheksdirektor Julien Cain eine Teilauslagerung der Bestände der Bibliothèque nationale nach Beaumesnil. Auch Bestände der Archives nationales und das Privatarchiv des belgischen Königs waren dorthin in Sicherheit gebracht worden, als nach der deutschen Besetzung Frankreichs 1940 der militärische Archivschutz der Wehrmacht die Archivbestände nach Paris zurückschaffen ließ. Der Archivar und Oberkriegsverwaltungsrat Georg Winter wies Gerhard Utikal vom Einsatzstab Reichsleiter Rosenberg (ERR) auf die Bibliothek Fürstenbergs hin, die daraufhin offenbar größtenteils vom ERR in die Zentralbibliothek der Hohen Schule der NSDAP (ZBHS) überführt wurde, wobei die Provenienz vertuscht wurde. Der Bibliothekar Walter Grothe veröffentlichte noch 1950 eine Arbeit über Wiegendrucke der Zeitenwende, die vornehmlich Fürstenbergsche Sammlungsstücke besprach, ohne die Herkunft preiszugeben. Nach der Befreiung 1945 war aus den Beständen der ZBHS in Annenheim und Schloss Tanzenberg ein Teil der Sammlung Fürstenbergs verschwunden. Fürstenberg kommentierte das später damit, dass wohl „ein kenntnisreicher Bücherdieb am Werk gewesen sein muss, der sich mehrere der eigentlichen „Perlen“ herausgeklaubt hat“. Fürstenbergs Bücherspende an die Bibliothèque nationale de France konnte vor den Nachforschungen von Hermann Fuchs, von 1940 bis 1944  Leiter der Abteilung Bibliotheksschutz beim Militärbefehlshaber in Frankreich, erfolgreich verborgen werden.
Fürstenberg wurde in Frankreich von der Gestapo verfolgt, floh 1940 in die Schweiz und entging damit dem Holocaust. Er kehrte 1945 nach Beaumesnil zurück, wo er nun daranging, die Lücken in den Sammlungsbeständen aufzufüllen. Er war Mitglied der Gesellschaft der Bibliophilen, des Grolier Club und der Maximilian-Gesellschaft. Er veröffentlichte eine Reihe von philosophischen und kunsthistorischen Schriften.
Fürstenberg wurde in Deutschland 1948 wieder Mitglied im Verwaltungsrat der BHG und 1952 dessen Vorsitzender. 1954 wechselte er als Vorsitzender in den Aufsichtsrat der BHG und war von 1972 bis zu seinem Ableben dort Ehrenvorsitzender.

## Verbleib eines Teils der Sammlung
1989 wurde die Dr.-Otto-Schäfer-Stiftung e. V. als Träger für die Bibliothek Otto Schäfer gegründet. Sie wurde im Sommer 1994 aufgrund finanzieller Probleme geschlossen. Eine Vereinbarung mit der Stadt Schweinfurt für ein neues, tragfähiges Konzept der Bibliothek führte zum Verkauf aller nicht im deutschen Sprachgebiet gedruckten Werke der Sammlung illustrierter Bücher und des Sonderbestandes Collection Jean Furstenberg in vier Auktionen bei Sotheby’s von Dezember 1994 bis Dezember 1995.

## Schriften (Auswahl)
- Einführung in die Ästhetik. Betrachtungen über die Malkunst. Econ-Verlag, Düsseldorf 1978, ISBN 3-430-12981-8.
- La gravure originale dans l’illustration du livre français au dixhuitième siècle. Hauswedell, Hamburg 1975, ISBN 3-7762-0135-5.
- Le Grand Siècle en France et ses bibliophiles. Volumes à provenance, manuscrits et documents de la Fondation Furstenberg-Beaumesnil et de la Collection Jean et Eugénie Furstenberg. Hauswedell, Hamburg 1972, ISBN 3-7762-0027-8.
- Dialektik des XXI. Jahrhunderts. Ein Diskurs. Der neue Weg des Denkens von der Atomphysik bis zu den Wissenschaften von Menschen. Econ-Verlag, Düsseldorf / Wien 1972, ISBN 3-430-12993-1.
- Erinnerungen. Mein Weg als Bankier und Carl Fürstenbergs Altersjahre. Rheinische Verlags-Anstalt, Wiesbaden 1961.
- Dialectique du XXe siècle. Essai pour une logique du réel. Plon, Paris 1956.
- Carl Fürstenberg. Die Lebensgeschichte eines deutschen Bankiers 1870–1914. Ullstein, Berlin 1931.
- Kaiser Kien-Lung's französisches Kupferstichwerk. In: Philobiblon, Jg. 4 (1931), Heft 9, S. 371–377.
- Napoleon als Büchersammler. Illustriert durch Beispiele aus der Sammlung der Verfassers. Druck J.  Beltz in Langensalza, Berlin 1931.
- Lessing-Ausstellung in der Preußischen Staatsbibliothek. In: Philobiblon, Jg. 2 (1929), Heft 2, S. 53–55.
- Das französische Buch im achtzehnten Jahrhundert und in der Empirezeit. Gesellschaft der Bibliophilen, Weimar 1929.
- Ebeleben in Deutschland. In: Jahrbuch der Einbandkunst, Bd. 3/4, 1929/30, S. 90–96.
- Drei Jahre Goldwährung. Julius Springer, Berlin 1927.
- Ein Land ohne Betriebsmittel – Betrachtungen zur wirtschaftlichen Lage Deutschlands. Liebheit & Thiesen, Berlin 1925.